# の
平假名の和片假名ノ，由一个音节组成，是日语的假名之一，都带有一音拍。
在日语五十音图中排第5行第5段（な行お段）的位置。行音虽然是清音，但它的辅音是有声辅音，不带浊音或半浊音。

## 筆劃順序

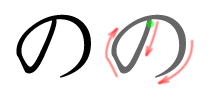
平假名の的筆劃順序

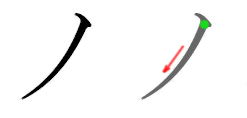
片假名ノ的筆劃順序

## 關於の和ノ
| 現代日語發音     | 由1個子音和1個母音形成／no̞／音    |
| 五十音顺序       | 第25位                            |
| 伊吕波顺序       | 第26位，「ゐ」之后、「お」之前    |
| 平假名「の」字源 | 「乃」字的草書。                  |
| 片假名「ノ」字源 | 「乃」字的左半部。                |
| 日语罗马字       | 平文式罗马字：no 训令式罗马字：no |
| 点字：           | \| －● ●－ \|                     |
| 通话表           | 「野原のノ」                      |
| 摩尔斯电码       | ・・——                            |
| －● ●－          |                                   |

## の在中文圈

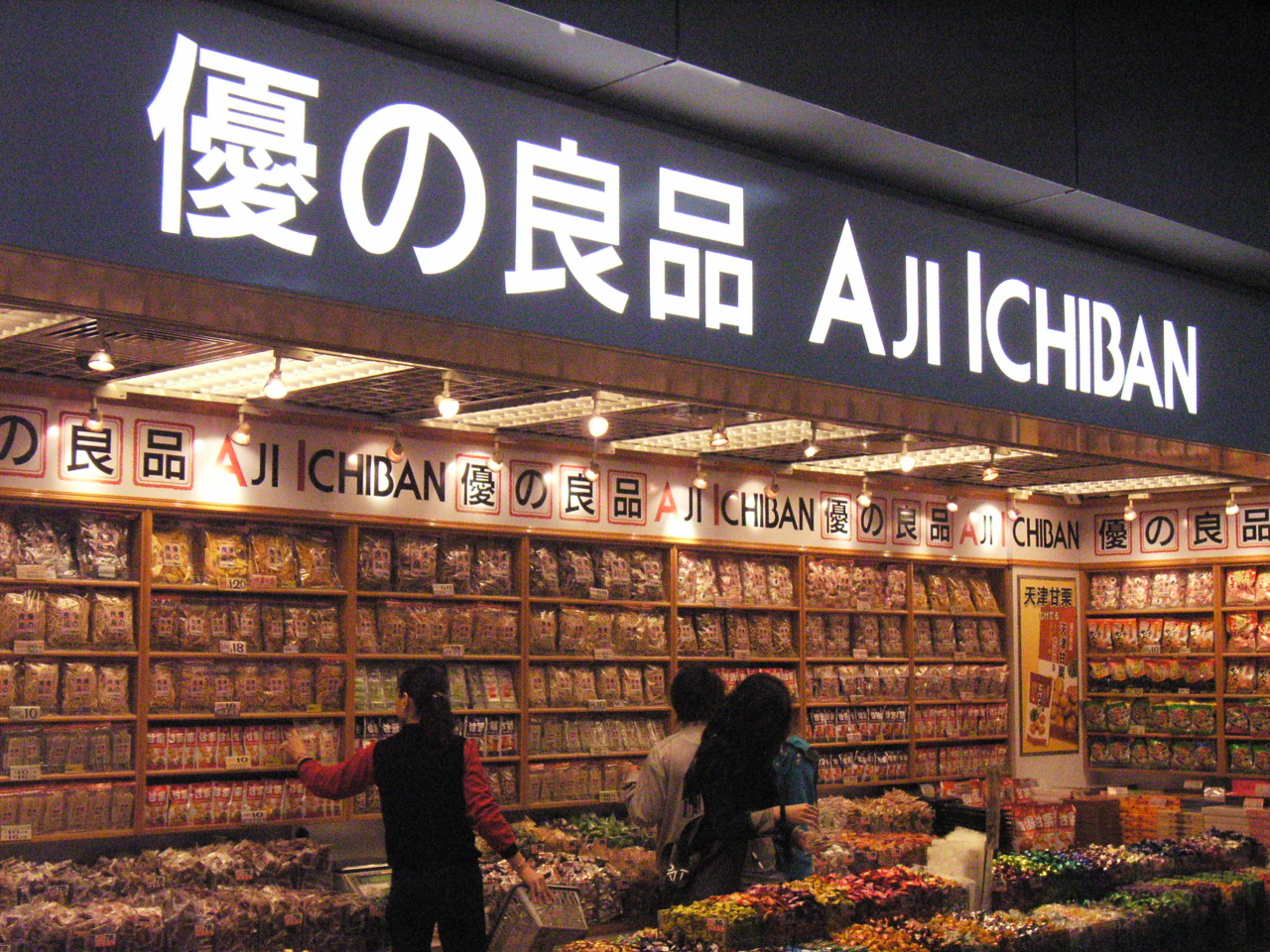
優の良品

中国大陆、香港、台灣等中文圈地區的商戶為了讓品牌增添日本風格，會利用平假名的「の」字，用法和中文的「之」、「的」字相通，例如康師傅的飲料「鮮の每日C」、連鎖零食店「優の良品」、優格食品「植物の優」等。